# ロバート・ロックウェル
ロバート・ロックウェル（Robert Rockwell, 1920年10月15日 - 2003年1月25日）は、アメリカ合衆国イリノイ州出身の俳優。

## 人物
海外の『ヴェルタース オリジナル』のCMなどで知られた。

## 出演作品
- 愉快なシーバー家（ウォーリー）
- 名犬ラッシー/ラッシー、森を探検!